# Aurora Egido
Aurora Egido Martínez (Molina de Aragón, Guadalajara, 1946) es una filóloga hispánica española catedrática de Literatura Española en la Universidad de Zaragoza. Sus investigaciones se centran en la literatura española del Siglo de Oro, especialmente en el ámbito de la literatura aragonesa. Es una de las máximas especialistas en Baltasar Gracián y en la literatura barroca española en general. Ha obtenido, entre otros reconocimientos, la Medalla de las Cortes de Aragón de 2005, el Premio Nacional de Investigación Ramón Menéndez Pidal de 2009 y la Medalla de Oro de Castilla-La Mancha de 2017.

## Biografía
Se doctoró en Filología Española por la Universidad de Barcelona con una tesis dirigida por José Manuel Blecua La poesía aragonesa del siglo XVII y el culteranismo. 

## Trayectoria
Catedrática de Literatura Española de la Universidad de Zaragoza, ha sido profesora de las Universidades de Barcelona, Autónoma de Barcelona y León. También ha sido lectora de español o profesora visitante en Cardiff, el Westfield College de Londres, la Universidad de California de Los Ángeles y la Johns Hopkins de Baltimore. Fue nombrada, asimismo, Profesora Distinguida por la Universidad de la Ciudad de Nueva York y catedrática de la Universidad de Cambridge. Entre sus desempeños cabe mencionar también la vicerrectoría de Humanidades de la Universidad Internacional Menéndez Pelayo.
Ostenta la dirección de la Cátedra «Baltasar Gracián» de la Institución «Fernando el Católico» y es Académica de Número de la Real Academia de Nobles y Bellas Artes de San Luis, ambas importantes instituciones culturales de Zaragoza.
Presidenta de Honor de la Sociedad Española de Emblemática, fundadora de la Asociación Internacional Siglo de Oro y de la junta fundacional del Centro para la Edición de los Clásicos Españoles, es miembro de la Asociación de Cervantistas, el Centro de Estudios Humanísticos y la Asociación Internacional de Hispanistas.
Pertenece al consejo de redacción de varias destacadas revistas especializadas académicas de Filología Hispánica, tales la Hispanic Review, Hispanic Research Journal, Bulletin of Hispanic Studies, Criticón o Rivista di Filologia e Letterature Ispaniche.

## Real Academia Española
El 23 de mayo de 2013 fue elegida para ocupar el sillón "B" de la Real Academia Española, vacante desde el fallecimiento del cineasta José Luis Borau el 23 de noviembre de 2012. Tomó posesión de su plaza el 8 de junio de 2014 con un discurso titulado La búsqueda de la inmortalidad en las obras de Baltasar Gracián.
Ha publicado numerosas ediciones literarias, como las Rimas de Juan de Moncayo, el poema extenso Aula de Dios, Cartuja Real de Zaragoza de Miguel de Dicastillo, el Paraíso cerrado para muchos, jardines abiertos para pocos de Soto de Rojas, La fiera, el rayo y la piedra de Calderón de la Barca, el autógrafo de El Héroe de Baltasar Gracián y la mejor edición disponible de El Discreto, entre otras.

## Obra
De entre sus monografías cabe destacar:
- El Águila y La Tela: Estudios sobre San Juan de la Cruz y Santa Teresa de Jesús
- La poesía aragonesa del siglo XVII: raíces culteranas
- Silva de Andalucía: estudios sobre el Barroco
- Fronteras de la poesía en el Barroco
- Cervantes y las puertas del sueño: estudio sobre «La Galatea», «El Quijote» y «el Persiles»
- El gran teatro de Calderón: personajes, temas, escenografía
- La rosa del silencio: estudios sobre Gracián
- Las caras de la prudencia y Baltasar Gracián
- Humanidades y dignididad del hombre en Baltasar Gracián
- Bodas de Arte e Ingenio. Estudios sobre Baltasar Gracián